# Stade de Kégué
Het Stade de Kégué is een multifunctioneel stadion in Lomé, de hoofdstad Togo. Het stadion wordt vooral gebruikt voor voetbalwedstrijden. Er is plek voor 30.000 toeschouwers. Het stadion is ontworpen door de Chinese architect Yang Zhou en werd geopend in 2000.

## Geschiedenis
In 2004 vond er in dit stadion een incident plaats tijdens de wedstrijd tussen Togo en Mali, die diende als kwalificatiewedstrijd voor het wereldkampioenschap 2006. Tijdens de wedstrijd viel de verlichting in het stadion uit, wat leidde tot paniek. Dit resulteerde in vier doden en er raakten acht mensen gewond. In maart 2007 werd het stadion gebruikt voor het Afrikaans kampioenschap voetbal onder 17 jaar. Op 19 oktober 2007 verbood de Afrikaanse voetbalunie voetbalwedstrijden in dit stadion vanwege gewelddadige incidenten tijdens een kwalificatiewedstrijd voor de Afrika Cup, waarbij spelers en fans uit Mali gewond raakten. Gedurende de periode waarin er geen internationale wedstrijden werden gespeeld, onderging het stadion renovaties om verdere incidenten te voorkomen. Vanaf 2009 mochten er weer internationale wedstrijden worden gespeeld, met de eerste wedstrijden tussen Togo en Marokko als kwalificatiewedstrijden voor het WK van 2010.